# Ola Mestad
Ola Mestad (* 8. Dezember 1955 in Oslo) ist ein norwegischer Jurist, Rechtsanwalt, Hochschullehrer und ad-hoc-Richter am EFTA-Gerichtshof. Er unterrichtet an der Universität Oslo See- und EWR-Recht.

## Schulische und Universitäre Ausbildung
Ola Mestad absolvierte 1974 das Gymnasium Berg in Oslo und das Reformgymnasium. 1984 schloss er in Oslo sein Jurastudium ab und legte 1985 eine Diplomarbeit zum Thema Om Statoil og statleg styring og kontroll vor (etwa dt.: Über Statoil und staatliche Steuerung und Kontrolle). 1992 promovierte er zum Doktor der Rechte, ebenfalls an der Universität Oslo (Dissertation: Om force majeure og risikofordeling i kontrakt; etwa dt.: Über höhere Gewalt und Risikoverteilung im Vertrag).
Er war von 2010 bis 2011 Senior Global Research Fellow am Institute for International Law and Justice (IILJ) in New York.

## Tätigkeit
Ola Mestad arbeitete als Rechtsanwalt in der Anwaltskanzlei BA-HR, wo sein Schwerpunkt auf der Betreuung von Mandanten aus dem Erdölsektor lag.
Ola Mestad ist seit 2000 Professor am Skandinavischen Institut für Seerecht an der Universität Oslo und Institutsleiter des Nordisk institutt for sjørett (dt.: Skandinavisches Institut für Seerecht).
Von 2010 bis 2014 Vorsitzender des Ethikrats der staatlichen Pensionskasse Global (GPFG).
Er leitet den Forschungsausschuss des norwegischen Verfassungsjubiläums 1814–2014.
Von 2015 bis 2019 war er Leiter der Kontaktpunktet for ansvarleg næringsliv (dt.:. Kontaktstelle für verantwortungsvolles Wirtschaften), einer Einrichtung.
Seit 2017 ist Ola Mestad Vorsitzender der Stiftung für dänisch-norwegische Zusammenarbeit.

## Ehrungen
Ola Mestad ist seit 17. Mai 2014 Träger des Dannebrogorden erster Klasse (dk.: Ridder af 1. grad af Dannebrogordenen).